# 라 부쉬
라 부쉬(프랑스어: La Bouche←"입"이라는 뜻)는 Be My Lover, Sweet Dreams, You Won't Forget Me, Tonight is the Night 등으로 잘 알려진 독일계 미국인 댄스 음악 듀오이다.